# Antaeotricha walchiana
Antaeotricha walchiana is een vlinder uit de familie van de sikkelmotten (Oecophoridae). De wetenschappelijke naam van de soort werd als Phalaena walchiana in 1781 gepubliceerd door Caspar Stoll. Hij plaatste de soort in het ondergeslacht Tortrix.

## Synoniemen
- Tinea dorsella Fabricius, 1794